# Magdalena Kupiec
Magdalena Kupiec, po mężu Szuter (ur. 7 października 1976 w Bytomiu) – polska pływaczka, olimpijka z Barcelony 1992.
Specjalistka stylu klasycznego.
Wielokrotna mistrzyni Polski na:
- 50 m stylem klasycznym w roku 1993
- 100 m stylem klasycznym w latach 1991–1993, 1995,
- 200 m stylem klasycznym w roku 1993.

Wielokrotna rekordzistka Polski.
Uczestniczka mistrzostw Europy w roku 1993 w Sheffield podczas których zajęła 7. miejsce w wyścigu na 100 metrów stylem klasycznym.
Na igrzyskach w Barcelonie wystartowała na 100 metrów stylem klasycznym zajmując 10. miejsce oraz na 200 metrów stylem klasycznym zajmując 15. miejsce.
Jej mężem jest pływak Bolesław Szuter.

## Rekordy życiowe

### Basen 25-metrowy
- 50 metrów stylem klasycznym – 32,43 uzyskany 21 marca 1992 roku w Spale,
- 100 metrów stylem klasycznym – 1.09,72 uzyskany 30 marca 1995 roku w Lesznie,
- 200 metrów stylem klasycznym – 2.31,11 uzyskany 22 marca 1992 roku w Spale,
- 100 metrów stylem zmiennym – 1.04,92 uzyskany 30 marca 1995 roku w Lesznie,

### Basen 50-metrowy
- 50 metrów stylem dowolnym – 27,12 uzyskany 13 sierpnia 1993 roku w Oświęcimiu,
- 50 metrów stylem klasycznym – 32,59 uzyskany 1 marca 1996 roku w Oświęcimiu,
- 100 metrów stylem klasycznym – 1.10,32 uzyskany 29 lipca 1992 roku w Barcelonie,
- 200 metrów stylem klasycznym – 2.33,92 uzyskany 27 lipca 1992 roku w Barcelonie.